# 吴沙 (中国高级警官)
吴沙（1955年9月—），湖北武汉人，中華人民共和國政治人物、高级工程师，中國共產黨黨員。研究生学历，硕士学位。一级警监警衔。曾任广州市公安局局长、党委书记，中共广州市委常委、广州市政法委书记。

## 生平

### 早年經歷
1972年12月参加工作，早年为湖南省衡阳铁路分局职工。1977年底进入湖南省公安系统工作，历任湖南省衡阳市公安局六科干部，湖南省公安厅一处干部。1982年9月加入中国共产党，1984年调至广州市公安局，历任一处六科干部，一处政工办副主任，一处九科科长，一处处长助理、副处长、处长，广州市公安局局长助理、副局长等职。2000年4月，被评定为侦察技术高级工程师。2003年3月，任广州市番禺区委常委、政法委副书记，市公安局番禺区分局党委书记、局长。2004年7月，任广州市公安局党委副书记、副局长。2005年9月，升任广州市公安局局长、党委书记。2006年12月，晋升为广州市委常委，同时兼任市委政法委书记、市公安局局长、党委书记。曾于2008年初直接指挥因中国南方地区雪灾所导致的广州火车站滞留旅客疏导行动及2010年亚运会的安全保卫行动。2012年2月，卸任广州市公安局局长、党委书记。

### 貪污落馬
2015年11月6日，广东省纪委监察厅网站宣布，广州市原市委常委、政法委书记吴沙，因涉嫌严重违纪，正在接受组织调查。吴沙被调查时，距离其卸任广州市政法委书记不到10天。
2017年12月22日，广东省珠海市中级人民法院公开宣判中共广州市委原常委、政法委原书记吴沙受贿案，对被告人吴沙以受贿罪判处有期徒刑十年，并处没收财产人民币一百万元；对吴沙受贿犯罪所得赃款予以追缴，上缴国库。法院认定，吴沙在担任广州市番禺区委常委、番禺区公安分局局长、广州市公安局副局长、局长、广州市委常委、政法委副书记、书记期间，利用职务上的便利以及职权和地位形成的便利条件，为相关单位和个人在工程承接、项目合作、案件处理等事项上提供帮助，直接或通过其特定关系人收受财物共计折合人民币1157万余元。